# François-Placide de Baudry de Piencourt
Pour les articles homonymes, voir Baudry et Piencourt.
François-Placide de Baudry de Piencourt, né vers 1630 à Évreux et mort le 17 décembre 1707 à Mende, est un ancien évêque de Mende en Gévaudan. L'accession à l'évêché lui a également conféré le titre de comte de Gévaudan, ce titre étant dévolu aux évêques de Mende, depuis l'acte de paréage signé en 1307 par le roi et Guillaume VI Durand.

## Biographie
Prieur à Saint-Remi de Bézu-le-Long, il est appelé, en 1669, pour devenir le 40e et dernier abbé régulier de La Croix Saint-Leufroy, succédant à son oncle Claude, dont il est le coadjuteur dès 1660. Il est béni à Saint-Germain par l'archevêque de Rouen, François III de Harlay.
Il est évêque de Mende entre 1677 et 1707.
Durant son épiscopat, il fait l'acquisition des Tapisseries d'Aubusson sur la vie de la vierge Marie en 8 tableaux, qui sont désormais classés.
Il aménage également la partie de la ville située entre le Lot (aujourd'hui le pont de Berlière) et la place d'Angiran (devenue Place Charles de Gaulle) d'une allée qui depuis porte son nom. Cette allée Piencourt était bordée d'arbres et a longtemps été le lieu de promenade des Mendois. Elle longeait deux prés, le pré claux et le pré vival, qui étaient des possessions du diocèse. Cette promenade de l'allée Piencourt était plantée de peupliers noir d'Italie. Classée comme site protégé, l'allée s'est cependant vue amputée de ses arbres en 1955, les racines ayant été mise au jour par les crues successives (provoquant des accidents).
C'est également lui qui met en place l'ancien hôpital de Mende. Il léguera tous ses biens à cet hôpital.
Le 24 août 1696, un grand incendie ravage le château et les habitations de Chanac, la résidence d'été des évêques. Monseigneur de Piencourt fera réparer la forteresse et lui apportera un meilleur confort. Il fera également aménager la glacière du château. Cette tour étant en effet remplie de blocs de glace provenant du Lot, l'hiver, afin de pouvoir boire frais, l'été.